# 佐々部祐賢
佐々部 祐賢（ささべ すけかた）は、戦国時代の武将。安芸国高田郡佐々部の領主。高橋氏、毛利氏、宍戸氏の家臣。父は佐々部通祐。

## 生涯
安芸国高田郡佐々部の領主である佐々部通祐の次男として生まれる。
兄の光祐が尼子氏に通じて父・通祐を殺害したため、祖父の承世は光祐を追放し、祐賢（当時は宮千代丸）が後継となった。大永5年（1525年）10月25日には高橋興光から祐賢の家督相続が安堵され、大永6年（1526年）1月11日に祖父・承世から、佐々部氏に伝来する證文、宝物の牛玉に加え、高橋興光と毛利元就からの書状を添えて譲られた。
享禄5年（1532年）7月13日の毛利氏家臣団32名が互いの利害調整を元就に要請した連署起請文では27番目に「佐々部式部少輔」と署名をしている。
天文9年（1540年）12月11日の宮崎長尾の戦いでは宍戸元源の軍に属して尼子方の小鴨氏と戦い、中所元信と共に武功を挙げて、同年12月28日に宍戸元源から感状を与えられた。また、天文10年（1541年）1月13日に再び宮崎長尾で尼子軍と戦った際にも首級を上げる武功を挙げ、同年1月21日宍戸元源から感状を与えられている。
天文22年（1553年）7月23日に毛利元就が備後高杉城を攻略した際にも首級を挙げ、天文23年（1554年）8月10日に宍戸隆家から感状を与えられた。
没年は不明。佐々部家祐が後を継いだ。